# Bengt Nyholm
Bengt Nyholm (Härnösand, 30 de enero de 1930-Mantorp, 10 de septiembre de 2015) fue un futbolista sueco que jugaba en la demarcación de portero.

## Biografía
Tras formarseen el IF Älgarna, Nyholm debutó como futbolista con el IFK Norrköping en 1948. Jugó en el club durante 17 temporadas, jugando un total de 294 partidos. Además se hizo con la Allsvenskan en seis ocasiones: 1952, 1956, 1957, 1960, 1962 y en 1963. Además en 1961 consiguió ganar el Guldbollen, premio destinado al mejor jugador sueco de la temporada.
Falleció el 10 de septiembre de 2015 en Mantorp a los 85 años de edad.

## Selección nacional
Jugó un total de 30 partidos con la selección de fútbol de Suecia. Debutó el 21 de mayo de 1959 en un partido amistoso contra Portugal donde Nyholm mantuvo la portería a cero y ayudó al combinado sueco a ganar por 2-0. Llegó a disputar la clasificación para la Copa Mundial de Fútbol de 1962 y la clasificación para la Eurocopa 1964. Su último partido con la selección lo jugó el 28 de junio de 1964 en un partido del campeonato nórdico de fútbol contra Dinamarca.

## Clubes
| Club           | País   | Año         | Partidos | Goles |
| -------------- | ------ | ----------- | -------- | ----- |
| IFK Norrköping | Suecia | 1948 - 1965 | 294      | 0     |

## Palmarés

### Campeonatos nacionales
| Título      | Club           | País   | Año  |
| ----------- | -------------- | ------ | ---- |
| Allsvenskan | IFK Norrköping | Suecia | 1952 |
| Allsvenskan | IFK Norrköping | Suecia | 1956 |
| Allsvenskan | IFK Norrköping | Suecia | 1957 |
| Allsvenskan | IFK Norrköping | Suecia | 1960 |
| Allsvenskan | IFK Norrköping | Suecia | 1962 |
| Allsvenskan | IFK Norrköping | Suecia | 1963 |

### Distinciones individuales
| Título     | Club           | País   | Año  |
| ---------- | -------------- | ------ | ---- |
| Guldbollen | IFK Norrköping | Suecia | 1961 |